# Друк Старз
Футбольний клуб «Друк Старз», іноді Друк Стар — колишній професійний бутанський футбольний клуб із Тхімпху. Команда тричі вигравала національний чемпіонат, і виступала в А-дивізіоні з 2002 року, коли команда вперше виграла чемпіонат країни, до 2010 року, вигравши другий титул у 2009 році. Команда не грала в А-дивізіоні в 2011 році, проте виграла B-дивізіон 2012 року. Повернувшись до вищого дивізіону, команда вперше кваліфікувалася до Національної ліги в 2014 році. Окрім перемог у чемпіонаті країни, «Друк Старз» також представляли Бутан у Кубку президента АФК у 2010 році. Після сезону 2020 року клуб було розпущено після рішення Федерації футболу Бутану накласти довічну дискваліфікацію на власника клубу за договірні матчі протягом сезону 2020 року.

## Історія

### 1997—2000 роки
Клуб «Друк Стар» створив вчитель середньої школи Чангангха Тінлі Дорджі як засіб для проведення вільного часу учнів школи. Перший період існування клубу був важким, оскільки у нього не було коштів і навіть офіційного тренера. Проте спонсорство місцевих компаній «Pe Khang Enterprises» і «Lhazeen Printers» забезпечило клубу достатньо грошей, щоб розпочати успішні виступи. У 1999 році клуб дійшов до фіналу дивізіону B, і вперше отримав підвищення до дивізіону A 2000 року. На жаль, немає даних про виступи команди протягом цього сезону, однак команда найімовірніше виступила достатньо успішно, щоб залишитися у вищому дивізіоні, оскільки грала там і в наступному сезоні. Окрім гравців з місцевої школи, клуб посилив свій склад, залучивши гравців з коледжу Шерубце.

### 2001—2005 роки
Перший детальний запис про участь «Друк Старз» у найвищому дивізіоні бутанського футболу відноситься до сезону 2001 року. Вони брали участь у Лізі Тхімпху, яка діяла як відбірковий турнір до основного змагання. Деталі турніру до кінця не відомі, хоча відомо, що в цьому турнірі грали «Друкпол», «Друк Старз», «Паро» і «Тхімпху». Відома лише частина результатів цих матчів, «Друк Старз» зіграв внічию з «Тхімпху» та «Друкполом», але програв у фінальному матчі турніру «Паро», і було відомо, що «Друк Старз» не пройшов кваліфікацію до дивізіону A цього сезону. Однак, після зняття клубів «Пхунчолінг Юнайтед» і «Чукка», «Друк Старз» вийшов до найвищого дивізіону на заміну. Клуб потрапив до групу B на першому етапі разом із клубами «Самце» і «Гомту», клуб обіграв «Гомту» з рахунком 5–0 у першій грі, та «Самце» з рахунком 2–1, і вийшов до півфіналу. У півфіналі 14 серпня клуб зустрівся з «Друкполом», та переміг з рахунком 1-0, на 21-й хвилині гол забив Дорджі, і «Друк Старз» вийшов у фінал. У фіналі на стадіоні «Чанглімітанг» клуб знову зустрівся з «Самце», який в іншому півфіналі переміг «Тхімпху» з рахунком 3-1. «Друк Старз» знову здобув перемогу, вигравши з рахунком 3-0 після голу на десятій хвилині матчу Карми Джамбаянга, та ще двох голів у другому таймі Джігме Тобгая на 68-ій хвилині та Сонама Г'єлтшена на 81-ій хвилині, та вперше став чемпіоном країни.
Точні дані наступного сезону команди також неповні. Хоча відомо, що «Друк Старз» грав в А-дивізіоні, і що команда перемогла клуби RSTA і RBP з рахунком 5–0, і клуб «Паро» з рахунком 2–0, зайняте в цьому чемпіонаті місце клубу невідоме. Відомо лише те, що оскільки чемпіонат виграв «Друкпол», то «Друк Старз» не міг фінішувати першим.
У 2003 році «Друк Старз» провів посередній сезон, вигравши 3 матчі, та зігравши внічию 2 матчі з 8 ігор, і фінішував на п'ятому місці з 9 команд, на одне очко випередивши «Їдзін», та на 2 очки відстали від «Роял Бутан Армі», та на 9 очок відстав від переможця, клубу «Друкпол», який завершив сезон без поразок.
Точні дані про виступи команди 2004 року невідомі. Приблизно в середині сезону «Друк Старз» був на четвертому місці з 10 очками, поступаючись команді «Транспорт Юнайтед» за різницею м'ячів, і на одне очко відстаючи від «Друкпола», що займає друге місце, і на 3 очки відстаючи від лідера на той час «Їцзін». Відомо лише те, що команда не могли фінішувати вище другого місця, оскільки лігу виграв «Транспорт Юнайтед», який представляв Бутан в Кубку президента АФК 2005 року.
Сезон 2005 року був ще одним посереднім сезоном для «Друк Стар» щодо виступів у лізі, оскільки того сезону клуб фінішував на четвертому місці з 7 учасників у дивізіоні А, вигравши 4 та зігравши внічию 2 з 12 ігор. «Друк Старз» випередив «Роял Бутан Армі» на 3 очки, але набрав лише половину очок, які набрали «Друкпол» і «Їдзін», які посіли друге та третє місця. Клуб краще виступив у плей-оф дивізіону A. «Друк Старз» переміг «Роял Бутан Армі» з рахунком 4–1 по пенальті після нічиєї 1–1 у основний час, та вийшов до фіналу, який відбувся 8 вересня. Там команда зіграла з «Друкполом», де, незважаючи на два голи від Навіна Гурунга та автогол, програла з рахунком 5–3, та зайняла друге місце.

### 2006—2010 роки
Дані про виступи команди в сезоні 2006 року також неповні. «Друк Стар» однозначно грав у найвищому дивізіоні, адже відомо, що клуб переміг «Чоден» з рахунком 4–1, і зіграв унічию з клубом «Друкпол» з рахунком 1–1. Однак остаточна позиція клубу в турнірній таблиці невідома, хоча «Друк Старз» не міг фінішувати першим, оскільки «Транспорт Юнайтед» того сезону виграв свій третій поспіль титул чемпіона, а «Роял Бутан Армі» та «Друкпол» фінішували третіми і четвертими відповідно.
У наступному році клуб показав найкращі результати в лізі з часів сезону 2002 року, коли команда зайняла третє місце в дивізіоні А, поступившись «Транспорт Юнайтед», який виграв свій четвертий титул поспіль, і «Друкполу». Команді не вдалося повторити цей виступ наступного сезону. На половині турнірної дистанції клуб знаходився на четвертому місці, випереджаючи за різницею м'ячів «Друкпол» з 3 перемогами та нічиєю в 7 іграх. остаточна позиція клубу знову залишилась невідомою, але відомо, що цього року чемпіоном країни став клуб «Їдзін», «Транспорт Юнайтед» зайняв друге місце, а «Роял Бутан Армі» фінішував третім, найвищим місцем «Друк Старз» могло бути лише четверте.
2009 рік став одним із найуспішніших сезонів «Друк Старз», клуб удруге в своїй історії виграв чемпіонський титул, а також Клубний кубок 2009 року. «Друк Старз» домінував у чемпіонаті, не зазнавши жодної поразки в сезоні, здобув двозначні перемоги над «Рігжунгом» 13–0 і 11–0, а також над «Друк Атлетік» з рахунком 13–1. Єдиний раз, коли команда втратила очки за весь сезон, були нічиї з клубами «Чоден», «Друкпол» і «Транспорт Юнайтед», команда у 13 матчах загалом забила 72 голи, і пропустила лише 12. У клубному кубку «Друк Старз» переміг у чвертьфіналі клуб дивізіону B «Мотітханг Коледж» з рахунком 9–1, а потім переміг «Друкпол» з рахунком 5–4 по пенальті після нічиєї 1–1 в основний час у півфіналі. Фінал відбувся 26 вересня, і «Друк Старз» обіграв «Їдзін» з рахунком 1-0, отримавши свою першу перемогу в кубку, та вигравши свій перший дубль у лізі та кубку. Вигравши А-дивізіон, клуб отримав право представляти Бутан в Кубку президента АФК 2010 року.
«Друк Старз» не зміг повторити свій успіх попереднього сезону в 2010 році, та знову провів посередній сезон, фінішувавши на четвертому місці з 7 перемогами та нічиєю в 12 матчах, на 13 очок попереду клубу «Чоден», але на 12 очок відстаючи від чемпіона клубу «Їдзін». Однак це був перший та єдиний сезон, у якому «Друк Стар» грав у континентальному кубку, виступивши в групі C Кубку президента АФК 2010 року разом з клубом із М'янми «Яданабоун» та туркменським клубом МТТУ. «Друк Старз» прибув до Янгона, де відбувалися всі ігри групового турніру, але зіграв невдало, програвши обидва матчі з великим рахунком 0-8 і 0-11, та посів останнє місце в групі, не пройшовши до плей-оф.

### 2011—2014 роки
«Друк Стар» не брав участі в дивізіоні A 2011 року, і хоча команда не вибула з найвищого дивізіону в 2010 році, «Друк Старз» брав участь у дивізіоні B у 2012 році. Цього сезону дивізіон B складався з двох частин, спочатку групового етапу, після чого відбувалась серія матчів на вибування. «Друк Старз» виграв свою групу, здобувши 2 перемоги та нічию в 3 матчах, включаючи перемогу над «Мотітханг Колледж» з рахунком 4–1. У півфіналі «Друк Старз» переміг «Тхімпху Юнайтед», та пройшов до фіналу. Фінал відбувся 3 червня на стадіоні «Чанджі», в якому «Друк Стар» переміг «Друк Юнайтед» з рахунком 5–1, і обидві команди піднялися до дивізіону А на наступний сезон. Резервна команда клубу посіла друге місце в дивізіоні C 2012 року, програвши клубу «Лосселінг» з рахунком 2–0.
Сезон 2013 року був для «Друк Старз» особливо складним. Вони зайняли п'яте й останнє місце в дивізіоні А, маючи лише одну перемогу над «Друк Юнайтед» і нічию проти клубу «Дзонгрі». Разом з «Друк Юнайтед» команда брала участь у плей-оф з двома найкращими командами з дивізіону B «Мотітханг Колледж» і BMW. Хоча «Друк Старз» програли першу гру «Друк Юнайтед» з рахунком 3–4, а решта результатів невідома, але найімовірніше клуб не вилетів, оскільки грав у дивізіоні А в 2014 році. Цього разу виступи клубу були більш успішними. З 4 перемогами та 5 нічиїми з 12 ігор «Друк Старз» посів четверте місце, та вперше кваліфікувався до турніру Національної ліги. Клуб у своєму першому сезоні в національній лізі грав без особливого успіху, фінішувавши п'ятим із 6 команд, випередивши лише клуб «Бутан Клірінг». «Друк Старз» виграв лише один матч чемпіонату в «Уг'єн Академі», яка посіла друге місце в першості, та зіграли внічию з рахунком 2-2 з клубом «Бутан Клірінг».

## Титули і досягнення
- Чемпіон Бутану (3): 2001, 2009, 2019
- Володар Клубного кубка Бутану (1): 2009